# Al-Kadir
Abu'l-Abbas Ahmad ibn Iszak (arab. ‏أبو العباس أحمد بن إسحاق‎), znany bardziej pod królewskim tytułem Al-Kadir (arab. ‏القادر بالله‎, al-Qādir bi'llāh, "Uczyniony potężnym przez Boga"; ur. 28 września 947 w Bagdadzie, zm. 29 listopada 1031 tamże) – dwudziesty piąty kalif dynastii Abbasydów.

## Życiorys
Abu'l-Abbas Ahmad urodził się 28 września 947 roku w Bagdadzie. Jego ojcem był syn osiemnastego kalifa Al-Muktadira, książę Iszak. Matką Abu'l-Abbasa Ahmada była niewolnica i konkubina Tammani lub Dimna.
Jako książę Abbasydów, Ahmad otrzymał dobre wykształcenie. Ahmad miał przyrodnią siostrę, Aminę. To właśnie z nią pokłócił się o spadek. Doniosła na niego ich wspólnemu kuzynowi, kalifowi At-Ta’iowi, jakoby planował zastąpić go na stanowisku kalifa. Ahmad chcąc uniknąć schwytania ukrywał się przez około trzy lata w pobliżu Basry.
22 listopada 991 roku doszło do pojmania At-Ta’ia w trakcie zaplanowanej audiencji przez ludzi Baha al-Daula, ówczesnego emira Iraku. Podczas gdy pałac kalifa został splądrowany, kalif został owinięty w szatę i przyprowadzony do rezydencji emira, gdzie został aresztowany. Powodem emira do obalenia kalifa była utrata pieniędzy na opłacenie armii. Tego samego dnia Al-Kadir został mianowany jego następcą.
At-Ta’i pozostał aresztowany do września 992 roku, kiedy pozwolono mu przenieść się do pałacu kalifa. Pomimo wcześniejszych różnic, Al-Kadir traktował go dobrze. W odróżnieniu od poprzednich kalifów, At-Ta’i nie został oślepiony i był traktowany, jak traktowano panującego kalifa.

### Śmierć i sukcesja
Najstarszy syn Al-Kadira, Al-Ghalib zmarł w 1019 roku. Z tego powodu Al-Kadir mianował swoim następcą swojego młodszego syna Abu Dża’fara, przyszłego Al-Ka’ima. Decyzję podjął całkowicie niezależnie od władców Bujidów. Al-Kadir zmarł po chorobie 29 listopada 1031 roku. Początkowo został pochowany w pałacu kalifatu, ale w następnym roku został uroczyście przeniesiony do Al-Rusafa, rodzinnego mauzoleum, które mogło być tym samym, które zbudował jego ojciec, gdzie pochowani zostali również jego rodzice.

### Życie prywatne
Al-Kadir dorobił się czówrki dzieci. Jego najstarszym dzieckiem był syn Al-Ghalib, który zmarł w 1019 roku. Drugim dzieckiem kalifa był syn Al-Ka’im. Trzecim dzieckiem Al-Kadira był Abu al-Kasim. Miał on również córkę imienim Fatima, która zmarł w 1056 roku.